# نورمان غرينبوم
نورمان غرينبوم (بالإنجليزية: Norman Greenbaum)‏ هو مغن مؤلف ومغني وكاتب أغاني وموسيقي أمريكي، ولد في 20 نوفمبر 1942 في مالدن في الولايات المتحدة.

## وصلات خارجية
- الموقع الرسمي
- نورمان غرينبوم على موقع IMDb (الإنجليزية)
- نورمان غرينبوم على موقع ميوزك برينز (الإنجليزية)
- نورمان غرينبوم على موقع إن إن دي بي (الإنجليزية)
- نورمان غرينبوم على موقع أول ميوزيك (الإنجليزية)
- نورمان غرينبوم على موقع ديسكوغز (الإنجليزية)